# Ханами
Ханами (花見) је јапански традиционални обичај посматрања и уживања у лепоти цвећа. То је најчешће цвеће јапанске трешње сакура или пак јапанске кајсије уме. Сакура процвета прво на острву Кјушу (крајем марта), даље се простирући ка Хоншу, да би крајем маја улепшала и крајеве Хокаида. На Окинави сакура процвета чак почетком фебруара. Пошто је период током кога трешња цвета кратак (1—2 недеље), врши се прогнозирање цветања које извештава завод за временску прогнозу. У модерном Јапану, ханами се често одиграва у виду окупљања познаника испод дрвета трешње, уз песму, испијање традиционалног јапанског пића саке, храну и посластице. На многим местима, попут Уено парка, каче се и папирне светиљке ради ноћних окупљања испод крошњи, познатије као јозакура (夜桜).
Традиција ханамија је започета још у Нара периоду (710–794) када се поштовао цвет јапанске кајсије - уме. Међутим, током Хејан периода (794–1185) све више се придаје важности јапанској трешњи, чиме ханами постаје синоним за сакуру. Од тада ће се у танка и хајку песмама под цветом мислити на трешњу. Ханами такође има и сетну ноту, метафоричко значење пролазности ствари које се у јапанској књижевности назива моно но аваре и вуче корене из будизма.